# Щелочной топливный элемент

Схема водородно-кислородного топливного элемента. 1:Водород 2:Поток электронов 3:Нагрузка 4:Кислород 5:Катод 6:Электролит 7:Анод 8:Вода 9:Гидроксид-ионы

Щелочной топливный элемент — (англ. alkaline fuel cell, AFC), наиболее изученная технология топливных элементов.
НАСА использует щелочные топливные элементы с середины 60-х годов, в серии аппаратов Аполлон и Спейс Шаттл. Щелочные топливные элементы потребляют водород и чистый кислород, и производят воду, тепло, и электричество. Они являются самыми эффективными из топливных элементов, коэффициент полезного действия их доходит до 70 %

## Химия
Топливный элемент вырабатывает энергию посредством окислительно-восстановительной реакции между водородом и кислородом. На аноде водород окисляется в соответствии с реакцией:
{\displaystyle \mathrm {2H} _{2}+\mathrm {4OH} ^{-}\longrightarrow \mathrm {4H} _{2}\mathrm {O} +\mathrm {4e} ^{-}}
с образованием воды и высвобождения электронов. При этом электроны текут через внешнюю цепь и возвращаются к катоду. Кислород расходуется в реакции:
{\displaystyle \mathrm {O} _{2}+\mathrm {2H} _{2}\mathrm {O} +\mathrm {4e} ^{-}\longrightarrow \mathrm {4OH} ^{-}}
и производит гидроксид ионы. Полный цикл реакции потребляет одну молекулу кислорода и две молекулы водорода, производя две молекулы воды. Тепловая энергия образуется как побочный продукт этой реакции.

## Электролит
Эти два электрода разделены пористой матрицей, насыщенной водным раствором щелочи, обычно гидроксидом калия (KOH). Водные щелочные растворы поглощают углекислый газ (CO2), таким образом, топливный элемент может стать «отравленным» путём преобразования KOH в карбонат калия (K2CO3 ). Из-за этого щелочные топливные элементы, как правило, работают на чистом кислороде, или, по крайней мере, на очищенном от двуокиси углерода воздухе, и должны включать в конструкцию «скруббер» для удаления максимально возможного количества двуокиси углерода. Так как требования к производству и хранения кислорода делают чистый кислород дорогим, есть несколько компаний, занимающихся активным продвижением технологии. Существует, однако, некоторые дебаты в научном сообществе по поводу того, является ли отравление постоянным или обратимым. Основные механизмы отравления блокируют поры в катоде с K2CO3, которая не является обратимым, и уменьшение ионной проводимости электролита, который может быть обратимым, возвращая KOH к своей первоначальной концентрации. Альтернативный способ включает в себя простую замену KOH, который возвращает топливную ячейку в исходное состояние. 
Когда углекислый газ реагирует с электролитом, образуются карбонаты. Карбонаты могут осаждаются на порах электродов, которые в конечном итоге блокируют их. Было обнаружено, что работа AFC при более высокой температуре не показывает снижение производительности, в то время как на уровне около комнатной температуры, было замечено значительное падение производительности. Карбонатное отравление при температуре окружающей среды, как полагают, является результатом низкой растворимости K2CO3 при комнатной температуре, что приводит к осаждению K2CO3, который блокирует поры электрода. Кроме того, эти осадители постепенно уменьшают гидрофобность электрода опорного защитного слоя, ведущий к структурной деградации и забиванию электрода.
С другой стороны, несущие заряд ионы гидроксила в электролите могут вступать в реакцию с диоксидом углерода из продуктов окисления органического топлива (т.е. метанола, муравьиной кислоты) или воздуха с образованием карбонатных соединений.
Образование карбонатов истощает гидроксильные ионы из электролита, уменьшает проводимость электролита и, следовательно, производительность топливных ячеек. Также может уменьшать производительность изменение объёма электролита, давление водяного пара в ячейке, и другие факторы.

## Основные конструкции
Из-за этого эффекта отравления, используют два основных варианта AFC: со статическим и проточным электролитом. Статические или иммобилизованные ячейки, электролитного типа, устанавливаемые в космическом корабле Apollo и Space Shuttle, обычно используют асбестовый сепаратор, насыщенный в гидроксиде калия. Производство воды контролируется путём испарения с анода, как показано на рисунке выше, который производит чистую воду, которая может быть освобождена для других целей. Эти топливные элементы используют платиновые катализаторы для достижения максимальных  показателей объемной и массовой эффективности.
Проточные конструкции ячеек используют более открытую матрицу, которая позволяет электролиту течь либо между электродами (параллельно) или через электроды в поперечном направлении (типа ASK или EloFlux топливного элемента). В параллельно-проточных конструкциях смены электролита, полученная вода удерживается в электролите, и старый электролит может быть заменен на свежий, по методике, похожей на замену масла в автомобиле. Между электродами требуется дополнительное место для прохождения потока, это приводит к увеличению внутреннего сопротивления ячеек, уменьшению выходной мощности по сравнению с иммобилизованными конструкциями. Еще одна технологическая проблема заключается в постоянном блокировании катода с помощью K2CO3; некоторые опубликованные отчёты показали тысячи часов работы в воздухе(?). В этих конструкциях использовали как платину, так и металлические катализаторы из неблагородных металлов, что приводит к повышению эффективности и увеличению стоимости.
Конструкция EloFlux, с поперечным потоком электролита, имеет преимущество с низким уровнем затрат на сменный электролит, но до сих пор только была продемонстрирована с использованием кислорода.
Электроды состоят из структуры двойного слоя: активный электрокатализаторной слой и гидрофобный слой. Активный слой состоит из органической смеси, которая является основанием, а затем прокатывают при комнатной температуре с образованием сшитого самонесущего листа. Гидрофобная структура предотвращает утечки электролита в реагентные каналы газовых потоков и обеспечивает диффузию газов к месту реакции. Эти два слоя затем прижимают проводящую металлическую сетку, и спекание завершает процесс.
Дальнейшие вариации щелочного топливного элемента включают  металл-гидридный топливный элемент и прямой бор-гидридный топливный элемент .

## Коммерческие перспективы
AFC являются самыми дешевыми из топливных элементов в производстве. Катализаторы, необходимые для электродов, изготавливаются из химических веществ, которые недороги по сравнению с тем, которые требуются для других типов топливных элементов.
Коммерческие перспективы лежат в основном AFC с недавно разработанной версии этой технологии с биполярной пластиной, значительно превосходящей по производительности более ранние версии моно-плит. 
Первый в мире корабль на топливных элементах HYDRA использует систему AFC с 5 кВт выходом электроэнергии.
Другим недавним событием является появление твердотельного щелочного топливным элементом, с использованием анионообменных щелочных мембран вместо жидкости. Это решает проблему отравления и позволяет развивать щелочные топливные элементы, способные работать на более безопасных богатых водородом носителях, таких как жидкие растворы мочевины или металло-аминовые комплексы.

## Внешние ссылки
- ГОСТ 15596-82 Источники тока химические. Термины и определения
- https://www.sciencedirect.com/science/article/abs/pii/S0378775311021732